# آلفرد جی. گیلمان
آلفرد جی. گیلمان (انگلیسی: Alfred G. Gilman؛ زاده ۱ ژوئیه ۱۹۴۱) یک دانشمند در زمینه داروشناسی اهل ایالات متحده آمریکا است.